# Ácido naftaleno-2,7-dissulfônico
Ácido naftaleno-2,7-dissulfônico é o composto orgânico de fórmula química C10H8O6S2, SMILES C1=CC(=CC2=C1C=CC(=C2)S(=O)(=O)O)S(=O)(=O)O e massa molar 288,29692 g/mol. É classificado com o número CAS 92-41-1 e CBNumber	CB5297140.